# Duas Barras
Duas Barras är en kommun i Brasilien.   Den ligger i delstaten Rio de Janeiro, i den sydöstra delen av landet, 900 km sydost om huvudstaden Brasília. Antalet invånare är 10 933.
I omgivningarna runt Duas Barras växer i huvudsak städsegrön lövskog. Runt Duas Barras är det ganska tätbefolkat, med 149 invånare per kvadratkilometer.